# 北角戰俘營

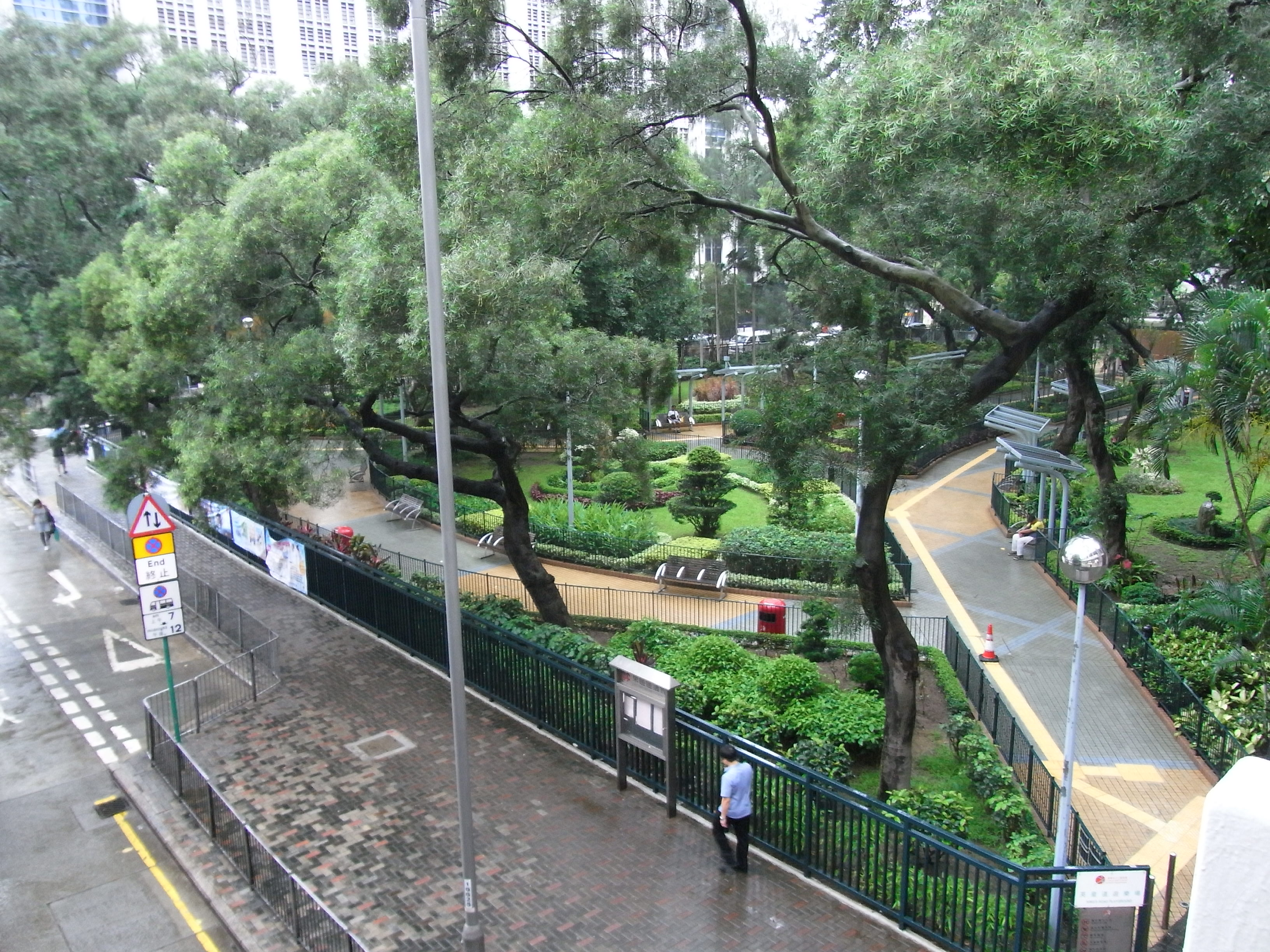
鄰近電照街的英皇道遊樂場，即為日佔時期北角戰俘營的所在地

北角戰俘營在香港北角，第二次世界大戰期間被日本用作戰俘營，主要關押加拿大軍和英國皇家海軍俘虜。北角戰俘營在戰前由香港政府興建作難民營，在1941年12月18日晚上日軍進攻香港島時嚴重受損。隨後即成為戰俘營，關押該區的非華裔平民、以及在灘頭堡、渣甸山和黃泥涌峽的戰役裏俘獲的西旅先頭部隊。幾個月後，英國皇家海軍俘虜被送往到深水埗戰俘營，只有加拿大人仍留在北角。1942年9月26日加拿大人轉移到深水埗，此時戰俘營被關掉。戰俘營的環境擠迫，衛生惡劣。對俘虜的兩大威脅分別是疾病和糧食短缺，後來證實很多人因此而喪生。
今日的英皇道遊樂場在原址的部分土地上，不過沒有任何紀念碑。

## 延伸閱讀
- Charles G. Roland. . Wilfrid Laurier University Press. 2001  [2015-08-05]. ISBN 0-88920-362-8. （原始内容存档于2016-12-24）.
- Tony Banham. . Hong Kong University Press. 2009  [2015-08-05]. ISBN 978-962-209-960-9. （原始内容存档于2014-06-22）.

## 外部連結
- Hong Kong War Diary: The POWs（页面存档备份，存于）
- North Point Refugee / POW camp, on Gwulo website（页面存档备份，存于）
- Picture of the camp

22°17′32″N 114°12′11″E / 22.2923°N 114.2031°E